# Villarosa

Localització de Villarosa

Villarosa (sicilià Villarosa) és un municipi italià, dins de la província d'Enna. L'any 2007 tenia 5.545 habitants. Limita amb els municipis d'Alimena (PA), Bompietro (PA), Calascibetta, Enna i Santa Caterina Villarmosa (CL).

## Administració
| Període | Identitat                 | Partit  |
| ------- | ------------------------- | ------- |
| 2007-   | Agostino Gabriele Zaffora | l'Ulivo |